# Спадкоємці (серіал, 2018)
Спадкоємці або Спадщина (англ. Succession) — американський сатирично-комедійно-драматичний телесеріал, створений Джессі Армстронгом, прем'єра якого відбулася 3 червня 2018 року в етері HBO. У серіалі зображуються події навколо вигаданої родини Роїв, власників глобальної медіа імперії. Всередині родини точиться боротьба за контроль над компанією, у зв'язку з погіршенням здоров'я її патріарха Логана Роя.
У червні 2018 року було оголошено, що серіал було продовжено на другий сезон, прем'єра якого відбулась 11 серпня 2019 року. У серпні 2019 року HBO поновив телесеріал на третій сезон.

## Актори
У зйомках серіалу взяли участь такі актори:
- Хіам Аббасс
- Браян Деніс Кокс
- Кіран Калкін
- Дагмара Домінчик
- Ніколас Браун / Nicholas Braun
- Пітер Фрідман / Peter Friedman
- Наталі Голд / Natalie Gold
- Меттью Макфеден / Matthew Macfadyen
- Алан Рук / Alan Ruck
- Сара Снук / Sarah Snook
- Джеремі Стронг / Jeremy Strong
- Роб Янг / Rob Yang
- Аріан Мойед / Arian Moayed
- Дж. Сміт-Камерон / J. Smith-Cameron

## Сюжет
У «Спадщині» йдеться про родину Роїв, власників медіаконгломерату Waystar Royco. Поважний, багатолітній сімейний патріарх Логан Рой відчуває погіршення свого здоров'я. Його четверо дітей — відчужений найстарший син Коннор, владний Кендалл, непокірний Роман і кмітлива Шивон — починають готуватися до майбутньої боротьби за владу, щоб отримати посаду свого батька.

## Відгуки критиків
|  | 1 | 88 % (86 оглядів)  | 70 (29 оглядів) |
|  | 2 | 97 % (235 оглядів) | 89 (19 оглядів) |
|  | 3 | 97 % (136 оглядів) | 92 (31 оглядів) |

## Нагороди та номінації
«Спадщина» отримала високу оцінку критиків. Серед її здобутків:
Прайм-тайм премія «Еммі» (71-ша церемонія, 2019 рік)
- Найкращий драматичний серіал — Номінація.
- Найкращий режисер драматичного серіалу — Номінація.
- Найкращий сценарист драматичного серіалу — Перемога.
- Найкращий підбір акторів для драматичного серіалу — Номінація.
- Найкраща основна музична тема серіалу — Перемога.

Кінопремія «Золотий глобус» (77-ма церемонія, 2020 рік)
- «Золотий глобус» за найкращий драматичний телесеріал — Перемога.
- «Золотий глобус» за найкращу чоловічу роль у драматичному серіалі — Браян Деніс Кокс — Перемога.
- «Золотий глобус» за найкращу чоловічу роль другого плану серіалу або телефільму — Кіран Калкін — Номінація.